# Рошня (деревня)
Рошня (мар. Кожласола кутыр) — деревня в Советском районе Республики Марий Эл. Входит в состав Ронгинского сельского поселения.

## География
Деревня находится в центральной части республики, на расстоянии приблизительно 2 км (по прямой) к югу от посёлка городского типа Советский, административного центра района.

### Часовой пояс
Деревня Рошня, как и вся Марий Эл, находится в часовой зоне МСК (московское время). Смещение применяемого времени относительно UTC составляет +3:00.

## История
Основана в 1911 году переселенцами из соседней деревни Кожласола. До 1940-х годов Рошня именовалась хутором. Всегда была небольшим селением в 10-15 хозяйств.

## Население
| 2010 |
| ---- |
| 7    |

### Национальный состав
Согласно результатам переписи 2002 года, в национальной структуре населения марийцы составляли 89 % из 9 чел.

## Известные уроженцы
- Галкин, Иван Степанович (1930—2010) — советский и российский филолог и финно-угровед. Доктор филологических наук.